# Specialistsjuksköterska
Specialistsjuksköterska är en sjuksköterska med specialisering inom ett speciellt hälso- och sjukvårdsområde. Tidigare kallades specialistutbildningen för vidareutbildning. Specialistutbildningen är en påbyggnadsutbildning på avancerad nivå, omfattande 60-75 hp (2-2 1/2 terminer oftast på halvfart) och omfattar en magisterexamen utöver de 180 hp (6 terminer) år som omfattar sjuksköterskeutbildning på grundnivå. Titeln specialistsjuksköterska är skyddad och får endast användas av den som har svensk legitimation som sjuksköterska och som fått ett beslut om rätt att kalla sig specialistsjuksköterska. För svenskutbildade specialistsjuksköterskor utfärdar Socialstyrelsen inte specialistbevis utan examensbeviset som högskolan utfärdar gäller som specialistbevis. Legitimation som sjuksköterska får man genom att ansöka till Socialstyrelsen.
Specialistsjuksköterskeutbildning krävs för att få utföra vissa yrkesuppgifter eller få arbeta på vissa arbetsplatser, exempelvis krävs specialistsjuksköterskeexamen inriktning operationssjukvård för att få arbeta med de yrkesuppgifter som en operationssjuksköterska gör. Andra specialiteter syftar mer till att ge en fördjupad kunskap om vissa områden och förbättra verksamheten, exempelvis specialistsjuksköterskeexamen inriktning internmedicin, då en legitimerad sjuksköterska (grundutbildad) kan arbeta med de yrkesuppgifter som specialistsjuksköterskan inom området gör.
Inom ambulanssjukvården är det vanligt att man är ambulanssjuksköterska, men även andra specialiteter och grundutbildade sjuksköterskor är vanliga. Vissa landsting eller regioner kräver specialistkompetens.
En sjuksköterska kan läsa specialistsjuksköterskeutbildningar inom 18 områden:
- Akutsjukvård (Akutsjuksköterska)
- Ambulanssjukvård (Ambulanssjuksköterska)
- Anestesisjukvård (Anestesisjuksköterska, kallas även Narkossjuksköterska)
- Specialistsjuksköterska med inriktning mot hälso- och sjukvård för barn och ungdomar (Barnsjuksköterska)
- Diabetesvård (Diabetessjuksköterska)
- Distriktssköterska
- Företagshälsovård (Företagssjuksköterska)
- Hjärtsjukvård (Hjärtsjuksköterska)
- Infektionssjukvård (Infektionssjuksköterska)
- Intensivvård (Intensivvårdssjuksköterska)
- Kirurgisk vård (Kirurgisjuksköterska)
- Medicinsk vård (Medicinsjuksköterska)
- Onkologi (Onkologisjuksköterska)
- Operation (Operationssjuksköterska)
- Palliativ vård (Specialistsjuksköterska i palliativ vård)
- Psykiatri (Psykiatrisjuksköterska)
- Skolsköterska
- Vård av äldre (Geriatrisjuksköterska)
- Avancerad sjuksköterska - inom ett specifik område. Observera mycket nytillkommet i Sverige och ökar sjuksköterskans ansvarsområde och möjligheter som att ansvara för en medicinsk rond.[källa behövs]

Utöver specialistutbildning kan legitimerad sjuksköterska läsa vidare till bland annat barnmorska (barnmorskeprogrammet 90 hp), psykoterapeut och sexolog.
Tidigare var radiografi en specialistutbildning för sjuksköterskor, men idag är röntgensjuksköterska ett eget legitimationsyrke med en treårig högskoleutbildning på kandidatnivå.

## Facklig anslutning
Specialistsjuksköterskor organiseras framför allt av Vårdförbundet inom TCO. Åren 2017-2019 låg specialistsjuksköterskornas fackliga organisationsgrad i intervallet 73-78 procent, varav i offentlig sektor (kommuner och regioner) 74-81 procent och i privat sektor 64-68 procent. Åren 2001-2003 var cirka 91-94 procent av specialistsjuksköterskorna fackligt anslutna. Svensk sjuksköterskeförening är sjuksköterskornas yrkesorganisation.